# Liliana Picciotto Fargion

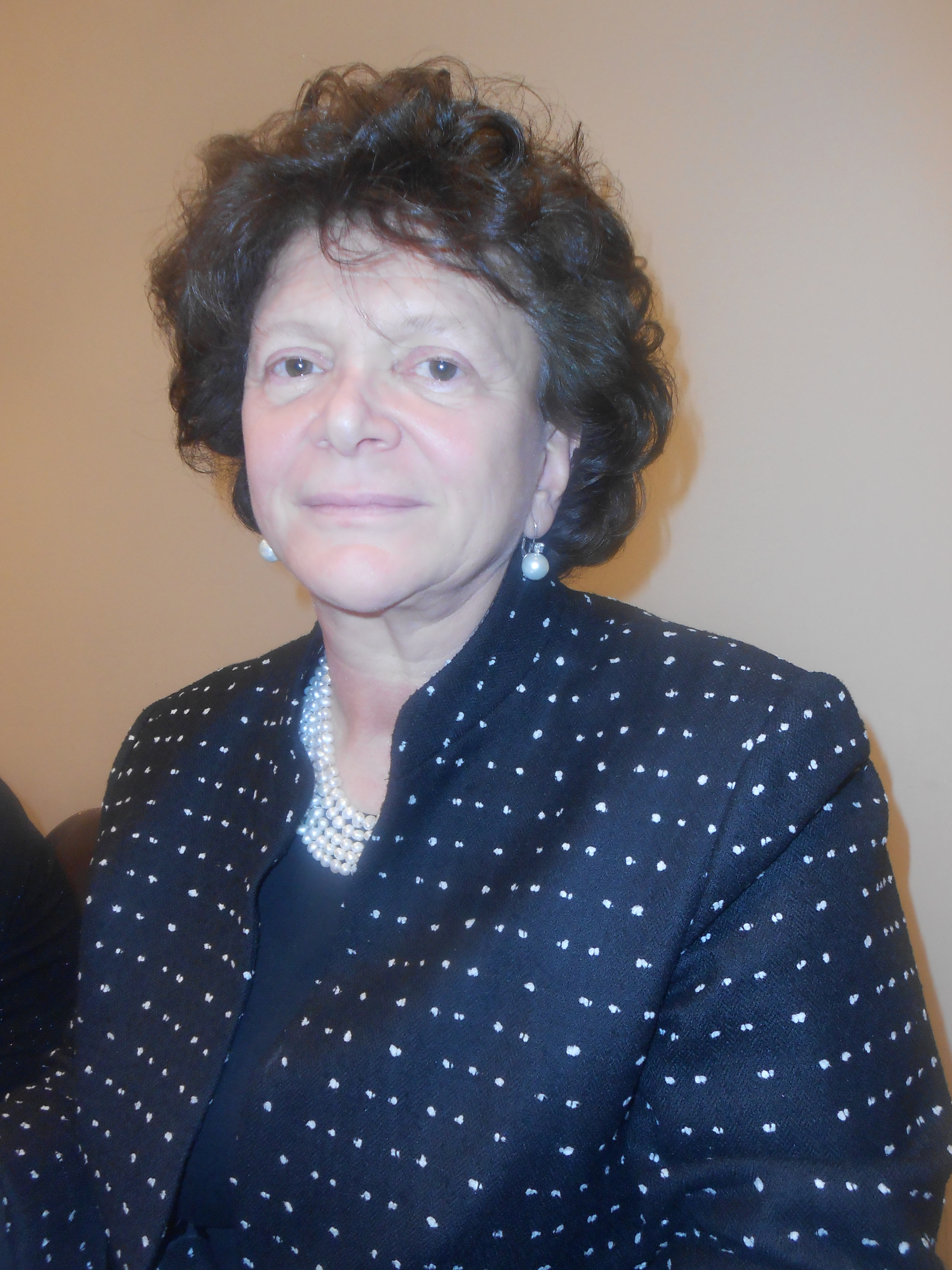
Liliana Picciotto, 2014

Liliana Picciotto (* 23. Juni 1947 in Kairo) ist eine italienische Politikwissenschaftlerin und Historikerin, die sich mit Kunstgeschichte und Literatur, Musik und der jüdischen Kultur Italiens befasst, insbesondere mit den Deportationen in den Jahren 1943 bis 1945.

## Leben
Liliana Picciotto wurde in eine sephardische Familie geboren, die 1948 nach Italien zurückkehrte, von wo sie 1936 vor den Faschisten geflohen war. Ursprünglich stammte diese Familie wiederum aus dem syrischen Aleppo. Sie wuchs in Mailand auf, wo sie Politikwissenschaften studierte. Sie hat vier Kinder, die 1972, 1976, 1981 und 1986 geboren wurden.
Seit 1969 arbeitet sie am Mailänder Centro di Documentazione Ebraica Contemporanea sowohl als Bibliothekarin, als auch als Archivarin, sowie als Historikerin. Seit 1986 ist sie für die Erfassung der Namen derjenigen Juden verantwortlich, die unter den Faschisten und den Nationalsozialisten inhaftiert wurden. Mit einer Sondergenehmigung des Ministero della Giustizia erhielt sie Zugang zu Gefängnislisten, zu nichtöffentlichen Archiven, aber auch zu Unterlagen aus dem KZ Auschwitz. 1985 durfte sie als erste Italienerin in Yad Vashem Archivalien einsehen, aber auch Unterlagen des Roten Kreuzes in Bad Arolsen, die erst seit 2008 für das allgemeine Publikum zugänglich sind. Die auf diese Art zusammengetragenen Namen wurden 1992 im Il libro della memoria publiziert, einem fast tausendseitigen Werk, das bei Mursia 2002 in dritter Auflage erschien.
Ein zweites Projekt mit dem Titel Memoria della salvezza befasst sich mit den Fluchtstrategien der in Italien von den Deutschen und italienischen Faschisten zwischen 1943 und 1945 gejagten Juden sowie den Reaktionen der übrigen Gesellschaft auf diesen Vorgang. Der von ihr 2017 herausgegebene Band Salvarsi. Gli ebrei d’Italia sfuggiti alla Shoah. 1943–1945 ist die Frucht neunjähriger Forschungsarbeit. Er beruht auf 613 Interviews und der Rekonstruktion der Lebensgeschichten von 10599 Individuen. Neben einer historischen Einordnung, einem gemeinsam mit Chiara Ferrarotti und Gloria Pescarolo verfassten statistischen Kapitel und einer Schlussbetrachtung enthält das Buch auf 140 Seiten historische Zeugnisse. Dabei stehen 23 Fälle von Hilfsleistungen 25 Fällen gegenüber, in denen Juden sich selbst retteten.

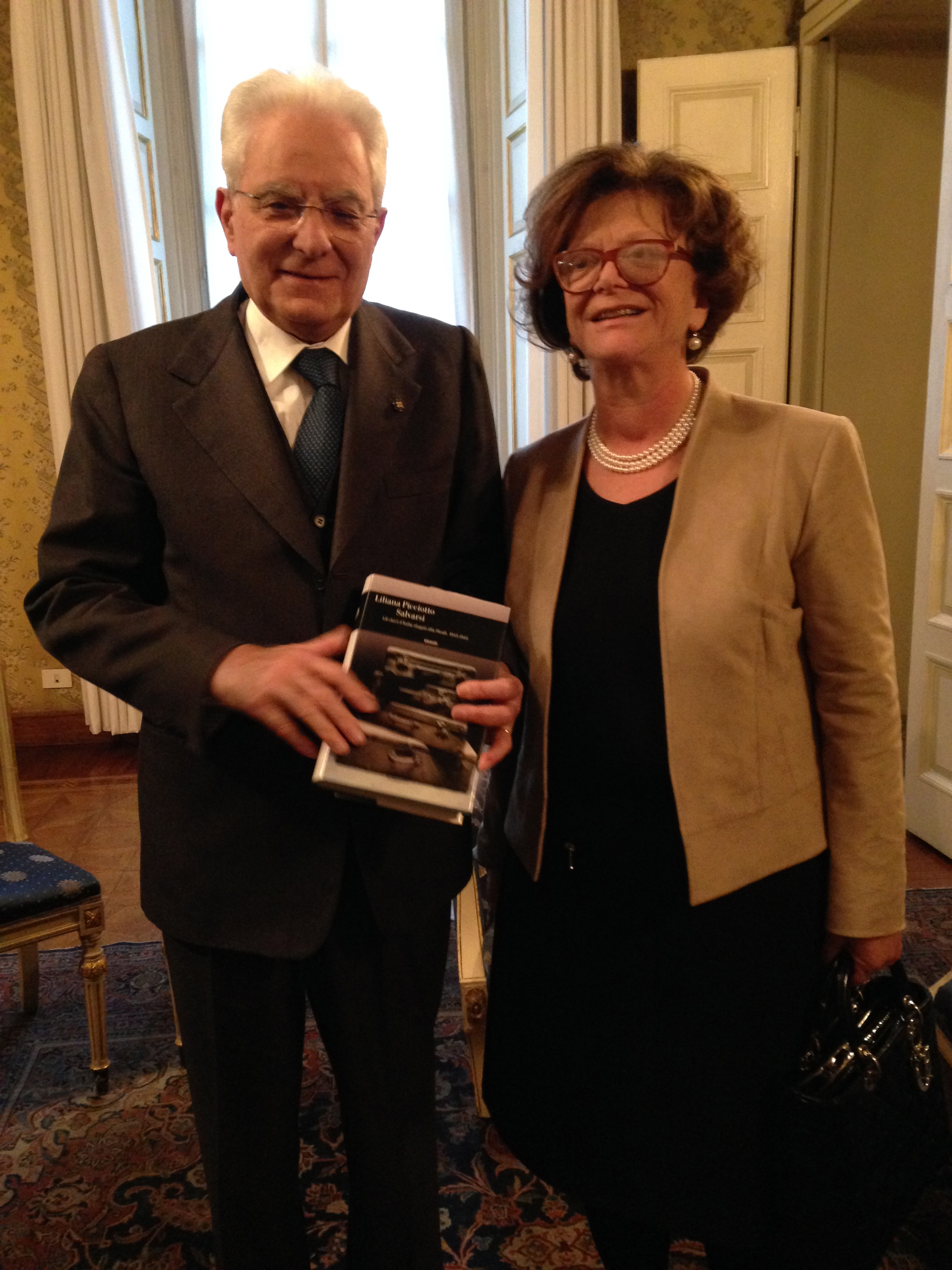
Empfang durch den Präsidenten Italiens Sergio Mattarella im Jahr 2017. Bei dieser Gelegenheit überreicht sie ihm ihr Buch Salvarsi. Gli ebrei d'Italia sfuggiti alla Shoah. 1943-1945

Mit Marcello Pezzetti arbeitete sie am Dokumentarfilm Memoria, dessen Regie Ruggero Gabbai führte. Er wurde bei den Filmfestivals von Berlin, Nürnberg und Jerusalem 1997 aufgeführt. Mit Pezzetti schuf sie ab 2000 eine Multimediaproduktion mit dem Titel Destinazione Auschwitz (Bestimmung Auschwitz). Zuvor hatte sie bei Filmprojekten zum Holocaust beraten, wie bei Jona che visse nella balena von Roberto Faenza (1993) und bei der Dokumentation von Rai 3 Per ignota destinazione aus dem Jahr 1995.
Schließlich publizierte Mondadori ihr Werk zu den Gerechten unter den Völkern, I giusti d'Italia, im Jahr 2006 (dazu: Liste der Gerechten unter den Völkern aus Italien, die Anfang 2015 634 Namen umfasste).

## Schriften (Auswahl)
- L’occupazione tedesca e gli Ebrei di Roma. Documenti e fatti (= Testimonianze sull’ebraismo, 10), Carocci editore, Rom 1979, ISBN 88-85027-46-6.
- als Herausgeberin: Il libro della memoria. Gli ebrei deportati dall’Italia (1943–1945), Mursia, Mailand 1991, ISBN 88-425-0779-2.
- Per ignota destinazione. Gli ebrei sotto il nazismo, Arnoldo Mondadori, Mailand 1994, ISBN 88-04-37429-2.
- als Herausgeberin der italienischen Ausgabe: Israel Gutman (Hrsg.): I giusti d’Italia. I non ebrei che salvarono gli ebrei. 1943–1945, Jerusalem u. a., Yad Vashem u. a. 2006, ISBN 88-04-55127-5.
- L’alba ci colse come un tradimento. Gli ebrei nel campo di Fossoli. 1943–1944, Mondadori, Mailand 2010, ISBN 978-88-04-58596-1.
- als Herausgeberin: Salvarsi. Gli ebrei d’Italia sfuggiti alla Shoah. 1943–1945 (= Einaudi storia, 74), Einaudi, Turin 2017, ISBN 978-88-06-23509-3. (Rezension)[6]

## Ehrungen und Auszeichnungen
- Eintragung in das Goldene Buch des Jüdischen Nationalfonds, Mailand 1991
- Premio San Camillo, Neapel 1992
- Sonderpreis Acqui Storia, Acqui 1992 (Literaturpreis seit 1968)
- Premio Viareggio, Viareggio 1993 (Literaturpreis seit 1929)
- Internationaler Preis der Europäischen Kommission für die beste innovative Kulturproduktion, 2000, für die CD Destinazione Auschwitz